# Sándor Móric
Szlavniczai és bajnai gróf Sándor Móric az Ördöglovas (Buda, 1805. május 23. – Bécs, 1878. február 23.) magyar főúr, császári és királyi kamarás, Bajna, Bia és Both uradalmak örökös ura, európai hírű lovas, úszó és vadász.

## Élete
Sándor Móric a Sándor család grófi ága utolsó férfisarjaként született. Édesapja gróf Sándor Vince (1766-1823) császári és királyi kamarás, és édesanyja szapári gróf Szapáry Mária (1757-1819) volt. Apai nagyapja szlavniczai Sándor Antal (1734-?), aki megszerezte a grófi címet 1787-ben, és apai nagyanyja, loósi és hédervári gróf Viczay Eszter (1734-1794) asszony volt. Anyai nagyszülei szapári gróf Szapáry Péter (1711-1796) és hallerkői Haller Julianna grófnő (1719-1759) voltak. Sándor Móricnak, három nővére és egy fiatalon elhunyt bátyja, Sándor volt. Lánytestvérei: gróf Sándor Erzsébet (1793-1829), férje, gróf Dezasse Antal (1788-1853); gróf Sándor Matild (1798-1843), gróf Keglevich Gábor (1784-1854) házastársa; és gróf Sándor Vilma (1801-1864), gróf Festetics Albert János (1786-1869) felesége.
A család különcsége Móricot sem hagyta meg a normális emberek között. A deviancia nem volt új a családban. Apja, Sándor Vince, budai házát például, hogy ne kelljen kilépnie az utcára, egy zárt folyosóval kötette össze a közeli Várszínházzal, ahová minden este ellátogatott. A gyermeket édesanyjuk, gróf Szapáry Mária nevelte. Móricot másodszülöttként szinte semmire nem tanították, amire a korban szokásos volt egy nemes ifjút. Móric kimondottan gyenge testalkatú, vézna fiú volt, ezért apja mindentől óvta. Saját beszámolói szerint annak haláláig még csak közelébe sem mehetett a lovaknak. 1819-ben bátyja egy jeges esőben megfázott, tüdőgyulladást kapott, és néhány nap múlva meghalt. A címek és az uradalom várományosa így Móric lett. Ekkor tanulásba kezdett. 

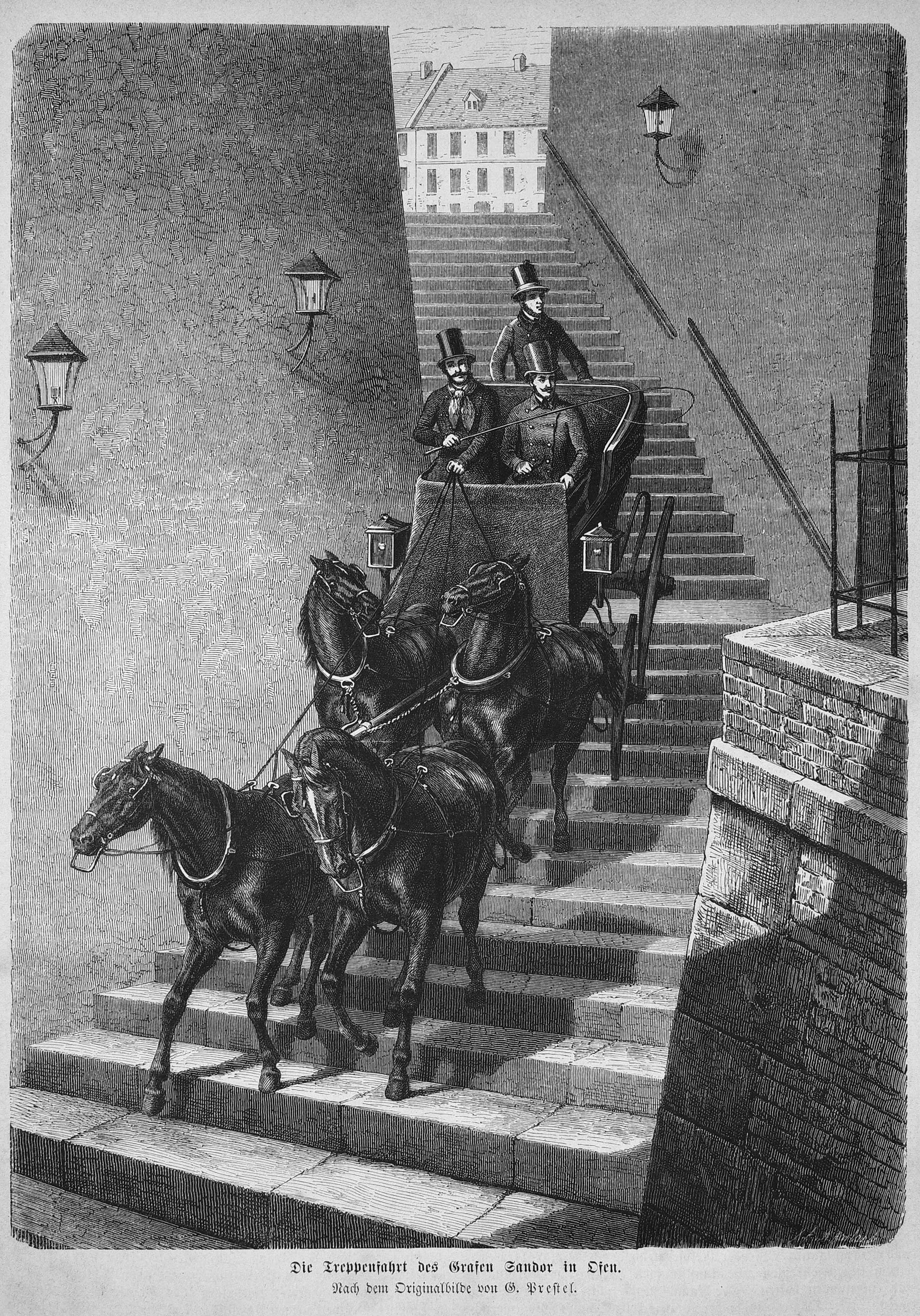
Sándor Móric kedvenc lovaglóhelyeinek egyike volt a Várba vezető lépcső

Igen rövid idő alatt elsajátította az olasz és a francia nyelvet, megtanult zongorázni, citerázni, sőt néha még stájer dalokat is komponált. 1823-ban édesapját is elveszítette, A tizenhét éves ifjú még kiskorú volt, ezért gyámjául Matild nővére férjét, Keglevich Gábor grófot jelölték ki, aki azonban nemsokára nagykorúsította. Sándor Móric tehát átvette a birtokok igazgatását. Első intézkedéseként a bajnai temetőben síremléket állíttatott, ahová szüleit és fivérét eltemette. 
Az ifjú gróf megbízható, komoly jellem volt, soha nem ivott, nem kártyázott, és nem voltak pikáns kalandjai. Egyetlen szenvedélye volt: a ló, amitől apja mindig tiltotta. Fogatot ugyan hajthatott, de lóra akkor ült először, amikor már saját maga rendelkezett birtokai felett. Lovásza figyelmeztetése ellenére egy angol telivért nyergeltetett fel, melyet úgy ült meg, mintha összenőttek volna. Mikor arra figyelmeztették, hogy a lovaglást tanulni kell csak ennyit mondott: „Akinek tanulni kell a lovaglást, az soha nem fogja megtanulni.” Kezdésnek többször átugratott egy póznán, végül a nyerget félredobva akadályt ugrott. Lovaglása végén a szájtátva bámuló lovásznak így szólt: „Látod, lovaglásra születtem, mit kellene még tanítani nekem?”  Tehetséges volt, és ez lett a szenvedélye.
1822-ben Pesten, a mai Deák Ferenc utcában mutatta be első produkcióját: két kocsi közé beszorulva úgy szabadult ki, hogy lovával átugratott három egymás mellé fogott lovat. Az 1825-ös országgyűlés megnyitójára érkezett királyi pár tiszteletére nyaktörő mutatványokat és viharzó vágtákat mutatott be Pozsonyban. Az 1820-as évek végére a főúri társaságok népszerű alakjává vált. Gyakran nézelődött budai palotája erkélyéről lóháton, pipázva. A nyílt utcán is hajmeresztő mutatványokat hajtott végre. Kedvenc lovaglóhelyeinek egyike volt a Várba vezető lépcső. Előszeretettel lovagolt be más házakhoz is, lábadozó kertésze szobájába éppúgy, mint a főúri palotákba, vagy a bécsi Fehér Hattyú fogadó második emeletére. Személyiségét személyzete is megszenvedte. Egyszer egymást sértegető szakácsát és komornyikját lovon megvívandó mogyorópálca-párbajra kényszerítette, másszor pedig orvosa fejéről lőtt le egy almát, vagy kapusa feleségét rémisztgette, hogy átugratja lóval. Palotájában akkoriban szokatlannak számító dolgok zajlottak. Személyzete például lepedőben dobálta urát, de például udvari bolondot is tartott. A lovak szerelmeseként többször járt Angliában is, ahol ugyancsak megbabonázta mutatványaival a szigetlakókat is. Fogadott az angolokkal, hogy képes betörni egy addig teljesen kezelhetetlen lovat, a fogadást megnyerte, és ráadásnak egy lóversenyt is a már betört lóval. Ezt látván a ló gazdája csak ennyit mondott: „Ez nem egy ember, ez egy ördög”.
Sándor grófot aligha lehet elegáns lovasnak nevezni és semmilyen körülmények között sem szabályos lovas. Lovaglóiskolai előképzettségének hiányát sokszorosan pótolja teljesítményeinél a rettenthetetlen bátorság, mely abban csúcsosodik ki, hogy sem a maga, sem a lova bőrére nincs tekintettel. A lovaglás művészete nem érdekli. A rögtönzött bravúr izgatja, a kaland, a rendkívüli élmény, amit a nyereg nyújt, sőt amit a ló nyújthat. Gyakran ugyanis lova a kezdeményező, ha szembe kell nézni a veszedelemmel, vagy menekülnie kell előle. A gróf, ki vasakaratát rá tudja kényszeríteni lovára – még olyan áron is, hogy a paripa belepusztul – természetesen könnyedséggel fogadja, ha lováé az iniciativa. Tudománya nem a szó szoros értelmében vett lovasművészet, egészen más valami! Fantáziával vegyült kalandhajszolás, rettenthetetlen akaraterővel párosult elszántság, a lehetetlenség megkísérlése, sőt megvalósítása; olyasmi, amire e sportnak úgynevezett művészei álmukban sem mernek gondolni. Mindezt pedig oly született adottság, oly szív és vérmérséklet segíti a grófnál diadalra, amire csak egy lehet a magyarázat: az ember öt érzékén felül egy hatodikkal bír, amely által bűvös hatalmában tartja a lovakat.

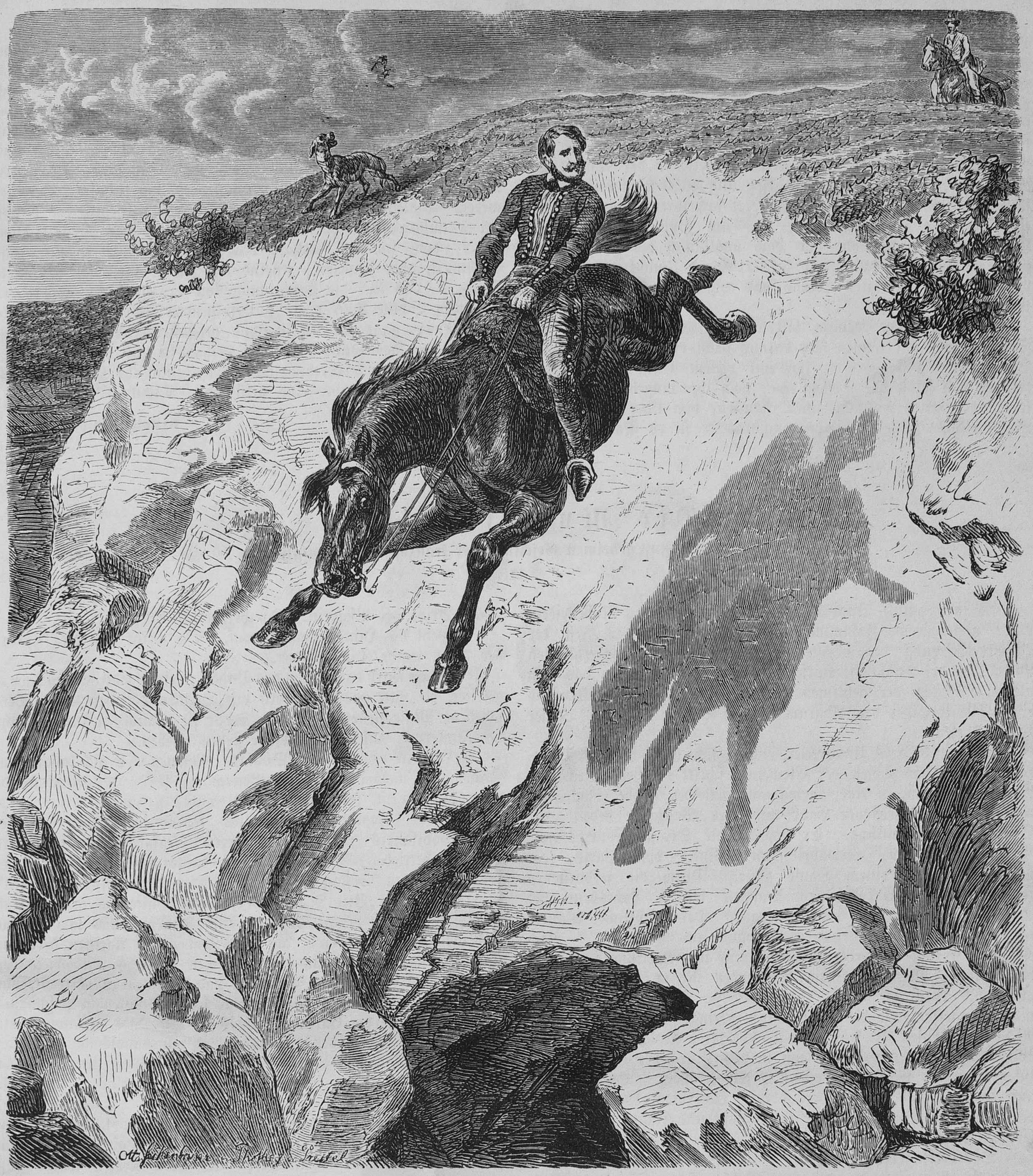
Sándor Móric lovasmutatványa, a Die Gartenlaube című német újság illusztrációja, 1866-ban

Ettől kezdve Londonban, Bécsben, Pesten szájról szájra terjedt az ördöglovas legendája. Elképesztően népszerűvé vált. A londoni üzletek kirakatába tették festett képeit, az elit pedig megveszett azért, hogy legyőzzék őt lovaglásban vagy hajtásban. Sikertelenül, az ő részük a rajongás maradt. A közügyekkel nem nagyon foglalkozott, az egyetlen ilyen, ami érdekelte, az a hídépítés volt. Sokat levelezett gróf Széchenyi Istvánnal, és leveleiben arra biztatta a Hídembert, hogy Buda és Pest között hidat kellene építeni.

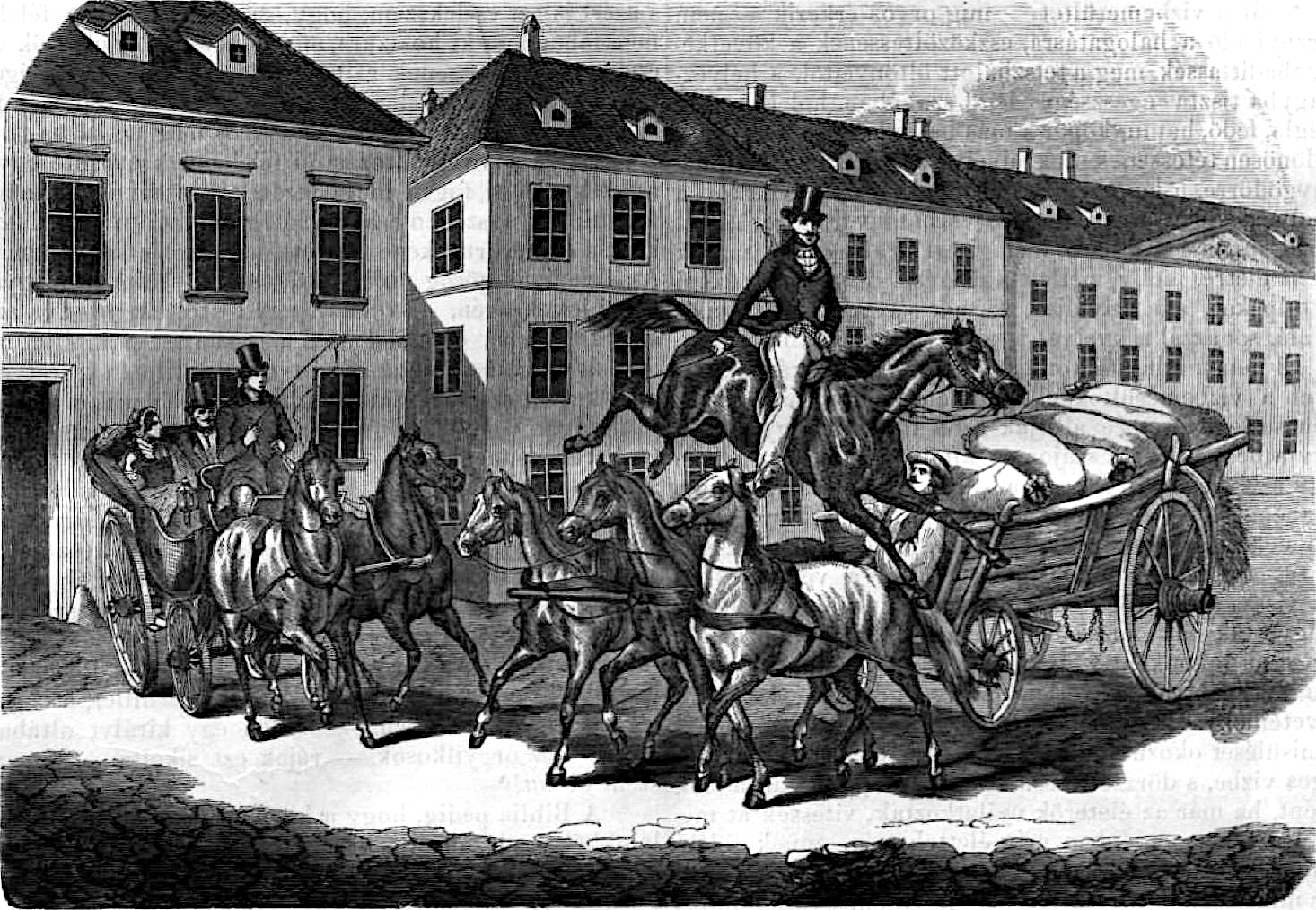
Sándor Móric két lovas kocsi közé szorulva, kiugrik Tatár nevű lovával

Később, egy lovasbaleset miatt, mikor is leesett lováról, és vasba verte fejét, kezdett megőrülni. Többször szándékosan kőfalnak lovagolt, vagy kocsival nekihajtott. Hajmeresztő mutatványai miatt számtalanszor törött el a kulcscsontja és a bordái, rengeteg agyrázkódása volt, és hihetetlenül sokszor kificamodtak a térdei. A lazává vált térdszalagok miatt gyakran kis terhelésre is kiugrottak a helyükről. Ekkor vissza kellett igazítani. „Csak bátran, nem vagyok üvegből!” – mondogatta ilyenkor orvosainak. 
Már az 1848-as események sem érdekelték, pedig közvetlenül érintették a dolgok, ugyanis apósa, a megbukott Metternich herceg államkancellár volt. 1850-ben bécsi tartózkodása alatt elméje végleg elborult. A dühöngő Sándor grófot megkötözték és egy prágai elmegyógyintézetbe vitték. Állapota csak lassan javult, de néhány év elteltével hazaengedték. Az ötvenes években ideje nagy részét ménesével és vadászattal töltötte. Az agg gróf lovas emlékeivel vette körül magát. Öregkorára azonban újra úrrá lett rajta az elmebaj, s így élete hátralévő részét a döblingi elmegyógyintézetben töltötte.
Prestel állatfestő Sándor Móric lovaglásairól 300-nál több képet rajzolt és ezekből albumot is szerkesztett és adott ki: Sándor Album, Reit-, Fahr- und Jagdereignisse. Gemalt und photographirt. Mainz, 1858. c., három kötetben, mindegyik 50 photographiával.

## Családja
1835. február 8-án feleségül vette Klemens Wenzel Lothar von Metternich (1773–1859) herceg, kancellár és Maria Eleonore von Kaunitz-Rietberg (1775–1825) grófnő leányát, Leontine Adelheid Maria Pauline von Metternich (Bécs, 1811. június 18. – Bécs, 1861. november 16.) kisasszonyt. Fiuk, Leó, 7 évesen meghalt. Egyetlen leánygyermekük született: 
- gróf Paulina Klementína Mária Walburga (Bécs, 1836. február 26. – Bécs, 1921. szeptember 28.) . Így gróf Sándor Móriccal – férfi ágon – kihalt a  Sándor család grófi ága.

## Korabeli beszámolók lovasbravúrjairól
Olvasóink közül bizonyára nem egy volt már Budán. Tudja azt, hol a vízi kapu s hogy ettől oly meredek lépcső vezet le, melyen még a gyalog ember is megszédül. Gróf Sándor négylovas hintón kocsizott le ezen a meredeken, oly lovakkal, a melyek még soha nem jártak garádicson.

Volt egy Tatár nevű házi lova. Ezzel Pesten a Király utczánál egyszer a kocsi közé szorult, midőn a legsebesebben vágtatott. Balra volt egy parasztszekér három lóval, jobbra egy úri kocsi. Ha soká hibázik, beékelődik a két kocsi közé. De ő nem habozott, sarkantyúba kapta a Tatárt s átugratott a három paraszt lovon. 
Egyszer meg kompon akart átkelni. De mire oda ért, a komp már elindult a parttól, a bejárás korláttal volt elrekesztve. A gróf neki ugratott, át a korláton, be a kompba. Az majd felfordult s a révész alig bírt magához térni bámulatából. 
Az sem mindennapi eset, a mi Gonosz nevű lovával történt. A gróf sokáig volt távol s a ló „rossz erkölcsöket“ szokott meg az alatt. Nem lehetett vele boldogulni. A gróf rá pattant, de a ló nem mozdult. A lovászok ostorcsapásokkal akarták megindítani, de akkor annyira neki vadult, hogy egész dühösen rohant ki a biai kastély kapuján s repült, mint a vihar. Először egy paraszt ház kapuját ugrotta keresztül s több kerítésen átrepülvén, gazdáját egyenesen neki vitte egy kőbányának. A lovas hiába iparkodott a lovat visszatartani, kalapja is leesett a szörnyű vágtatásban. A kőbánya párkányához értek, honnan a ló és lovas 50 lábnyi mélységbe zuhant le. Szerencsére porondos helyre értek, úgy hogy nem esett semmi bajok. A gróf a nyeregben maradt, a ló vágtatott tovább eszeveszetten. Keresztül rohantak egy pocsolyán. Onnan tovább, mint a fergeteg. A lovas belátta, hogy nem boldogulhat, s neki vezette lovát egy fa derekának, melyhez a ló hozzá ütődvén, összerogyott.
Hogy a lóversenyeknek egyik első hőse volt, mondanunk sem kell, de még híresebb volt fogadásai által, mert ha egyszer valamire fogadott, végbe vitte, még ha életét kellett is kockáztatnia. 
Egyik híres fogadása volt egy angol herczeggel az iránt, hogy egy időben indulva Váczról az akkor híres gyorsaságú "Argo" gőzhajóval, hamarább lesz a pesti kikötőnél. Ezt pedig úgy kezdte, hogy midőn a hajó indulni készült, gr. Sándor belovagolt a hajóra. 
– Hát ez mi lesz? – kérdé bámulva a herczeg. 
A lovag hideg vérrel felelt: 
– Hát hiszen nem fogadtam én arra, hogy lovon nyargalva leszek hamarább Pesten, mint a gőzös, hanem csak lovon ülve. 
Természetesen, hogy az egész közönség az ő részén volt. Igen jónak találták ezt a tréfát. S a grófnak egészen igaza volt. Hanem a herczeg nem veszté el a flegmáját. Mikor már mindenki jól kinevette magát rajta, akkor azt mondá a grófnak: 
– Mikor két versenyző egyszerre ér a czélhoz, azt "holt verseny"-nek nevezik s nincs "megnyert díj". De én azt hiszem, hogy akármit csinál Ön, az "Argo" mégis "fél lófejjel" okvetlen hamarább ér a czélhoz, mint ön. 
Ekkor aztán megint az ő részén voltak a nevetők. Gróf Sándor nem szólt rá semmit. Ismerősei kezdtek mellőle elszéledni, mint akik sajnálják, hogy ilyen vesztett fogadásba lovagolt bele. Egyszer csak egészen magára maradt a második helyen a nyeregben ülve. Kezdett szomorú alak lenni. 
Mikor az "Argo" a Margitszigetet elhagyta, a herczeg odasétált hozzá s megveregetve paripája nyakát, azt sugá neki: 
– Elvesztette a fogadást, gróf úr. 
– Nem én! kiáltá a gróf s azzal sarkantyúba kapva lovát, a hajó korlátján keresztül beleugratott a Dunába. 
Az egész vendégsereg elszörnyedése riadt fel egyszerre. 
Meg kell állítani a hajót! sikoltozának a hölgyek. 
– Csak hadd haladjon, mondá a herczeg. 
Nem kell a lovagot félteni. Ott úszik ő már a lovával a Duna közepén, még csak a kalapját sem vesztette el. S ez gyönyörű ugrás volt: a hajóról a vízbe. Hanem hát minden bravour mellett is nincsen rajta segítve. Amig ő a partra kivergődik, amíg tovább nyargal, azalatt a gőzös rég a kikötő hídjához ért már s a pályadíj most már annál bizonyosabban el van vesztve. Mikor az érdekelt nézősereg azt látta, hogy a lovag valahol a malmokon innen kikaptat a szárazra, már akkor az "Argo" régen a deszkakereskedők tutajain innen járt, a kikötő hídjához közel s még a lovagnak másfélezer lépés volt odáig. Hanem ekkor még egy különbséget kellett a herczegnek megismerni a themzei és a dunai gőzhajózás között. A themzei gőzös, akárhonnan jön, egyenesen odaáll a kikötő hídja mellé; de a dunai gőzös, mikor víz mentében alá lapátol, nem áll ugyanabban a tempóban a hídja mellé, mert akkor repülő híd lesz belőle, hanem elébb lekanyarodik a rácz templom elé, onnan felkerekedik a redoute felé s tipeg-topog fel nagy bölcsen és okosan víz ellenében a kikötő hídjáig, agybafőbe dobálva kötött kölönczökkel az ácsorgó publikumot, míg valaki elfogja. 
Szitkozódhatott aztán a herczeg mindenféle nyelven, a kapitány egyiket sem akarta érteni, s az összegyűlt néptömeg vivat rivallása egy perczcel hamarább üdvözlé a lovon érkező grófot, mint az "Argo"-t. A lovag egy ló hosszával megelőzte versenytársát. 
Egy másik fogadását még nagyobb kockázattal nyerhette csak meg. Egy angol sportsman, boszankodva gr. Sándor hírnevén, fogadást ajánlott, hogy ő mindazt megteszi, amit Sándor gróf. Az utóbbi elfogadta a kihívást s a versenylovaglás helyéül saját falusi jószágát tűzte ki, hová ellenfelét vendégül hívta. Egy szép nyári napon korán reggel kezdődött a harcz ló és ló, lovas és lovas között. Sándor gr. ment elől s az általa jól ismert határnak legjárhatatlanabb részeibe vezette ellenfelét. Az angol rendíthetetlen flegmával követte. Sándor gr. a leghajmeresztőbb bravourokat vitte végbe, az angol mindent utána, már dél felé járt az idő, a lovakról szakadt a tajték, haza kellett fordulni s az angol még mindig nyomában volt, nem lehetett oly vakmerőséget kigondolni, hogy meg ne tette volna. Midőn a kapuba értek, az angol mosolyogva mondá: 
– Remélem, gróf úr, legyőzöttnek vallja magát? 
– Még nem! 

S ezzel belovagolt a kastélyba, föl az emeleti terembe; az angol utána; de Sándor úr. még tovább ment ki az erkélyre s innen egy ugrással le az udvarra. A nemes ló halva maradt a helyszínen, Sándor gr. is súlyos sérüléseket kapott; de a fogadást megnyerte, mert ide már nem követte az angol.

## Munkái
- Hazai vadászatok és sport Magyarországon. Irták Andrássy Manó gróf, Orczy Béla báró, Podmaniczky Frigyes báró, Sándor Mór gróf, Szalbek György, Wenckheim Béla báró és Festetits Béla gróf. 25 színezett képpel. Pest, 1857
- Les chasses et le sport en Hongrie, Ouvrage redigé par les Mrs. les comtes Emm. Andrássy, Mor. Sándor, Béla Festetits, Edm. Zichy et les barons Béla Orczy, Fred. Podmaniczky, Béla Wenckheim et Georg. Szalbek. Album de luxe in folio enrichi de 25 magnifiques tableaus coloriés. Pest, 1858